# Синтетичні матеріали
Синтетичні матеріали — речовини, що виготовляються з інших, простіших речовин, методом органічного синтезу. Синтетичні матеріали являють собою високомолекулярні органічні сполуки — полімери. Сировиною для синтетичних матеріалів є продукти сухої перегонки (коксування) вугілля, сублімації нафти, переробки деревини.

## Види синтетичних матеріалів
Одним з видів синтетичних матеріалів є синтетичне волокно. Штучні синтетичні волокна перестали вважатися замінниками натуральних волокон; якість їх нерідко перевершує якість природних волокон, оскільки вони у вологому стані не втрачають міцності.
До синтетичних волокон, що застосовуються в техніці, відносяться, наприклад, капрон, лавсан. З них виготовляються приводні ремені, транспортерні стрічки, спеціальні технічні тканини й електротехнічні вироби. Іншим видом синтетичних матеріалів є синтетичний каучук. Виготовляються десятки сортів цього каучуку. Вихідним продуктом для нього служить етилен нафтових газів або етиловий спирт. Є види синтетичного каучуку, що за низкою властивостей перевищують натуральний або володіють новими властивостями. Наприклад, деякі види каучуку надійно працюють при температурах 250—300 °.
Важливим видом синтетичних матеріалів є пластмаси, одержувані з синтетичних смол з добавками барвників і здешевлюють наповнювачів. Пластмаси і синтетичні смоли часто мають більш високі експлуатаційні характеристики, ніж метали, скло, кераміка. Вони мають меншу вагу, стійкі проти корозії, добре чинять опір дії кислот і часто міцнішіта дешевші. З них виготовляються не тільки посуд, деталі машин, клей, ізоляційні матеріали, але також корпуси суден, деталі будівель і споруд. Деякі пластмаси мають особливі властивості. Пластмасові підшипники не вимагають мастил, а шестерні міцні й працюють безшумно.
Розрізняють пластмаси композиційні, шаруваті та литі. Композиційні пластмаси виготовляються в вигляді порошку і волокнистих мас. Вони містять як наповнювачі деревинне борошно, текстильні азбестові волокна. Наповнювачами для шаруватих пластиків служать тканини, папір і шпон.

## Виготовлення синтетичних матеріалів
Головними способами виробництва деталей з пластмас є гаряче пресування (з порошків, волокнистих пластиків) та лиття під тиском. Оскільки промисловість випускає різні преспорошків, то з них в заводських умовах можуть бути спресовані деталі майже будь-якої конфігурації. Для цього потрібно розробити і виготовити конструкцію пресформи і підібрати відповідний за фізико-механічними властивостями порошок або масу. Особливо зручні пресувальні маси, що випускаються за ГОСТ 8697. З шаруватих пластиків, що поставляються у вигляді листів, смуг, стрижнів, труб та литих пластмас, деталі виготовляються механічною обробкою.
Виготовлення деталей і заготовок з пластмасових напівфабрикатів (порошки, смоли) проводиться на основі використання важливої властивості — полімеризації, що забезпечує затвердіння і зміцнення пластмаси. Для цього потрібно підвищити температуру (зазвичай до 250—300°) і тиск (спресувати). Є пластмаси самозастигаюча, наприклад, стирокріл. Затвердіння відбувається в процесі змішування порошку (полімеру) з рідиною (мономером).